# Chien de garde
Chien de garde è un film del 2018 diretto da Sophie Dupuis.
Il film, presentato in anteprima al Rendez-vous du cinéma québécois, tratta di una famiglia di Verdun, Montreal, Quebec, incluso il protagonista JP (Jean-Simon Leduc), il cui zio Dany (Paul Ahmarani) guida un cartello della droga.
È stato candidato per quattro Canadian Screen Awards, tra cui miglior film, e Théodore Pellerin ha vinto nella categoria per il miglior attore.
Venne selezionato come film canadese per il Miglior film in lingua straniera ai Premi Oscar 2019, ma non ha ottenuto la nomination.

## Trama
A  Verdun, Quebec, Dany gestisce un cartello della droga illegale . I suoi nipoti, JP e il giovane Vincent, che ha 19 anni, lavorano nelle consegne e nelle "collezioni". JP e Vincent viaggiano attraverso Verdun fino ad un ristorante cinese che possiede droga sul territorio di Dany, molestano il personale e svuotano le casse; intimidiscono anche gli altri per costringerli a smettere di vendere sul territorio della famiglia. JP sta uscendo con Mel, che è allarmata per il comportamento irregolare di Vincent, e lei suggerisce a JP che Vincent ha bisogno di aiuto. Mel va a letto con JP a casa di JP e Vincent, dove vivono con la madre Joe; tuttavia, Mel cerca di convincere JP a trasferirsi con lei. Vincent dorme spesso nel letto di sua madre.
Dany dice a JP che vuole che una donna, Chantal, venga uccisa. JP resiste, ma Dany lo arringa per avergli detto come gestire la sua attività. Dany lo avverte che se lui non ucciderà quella donna, arruolerà Vincent per farlo. JP viene a sapere anche che Dany ha inviato un gran numero di messaggi di testo a Mel; Dany le dice via messaggio che JP è un "frocio" e lei dovrebbe lasciarlo. JP e Dany irrompono nella residenza di Chantal, ma JP scopre che i figli di Chantal sono presenti e se ne va via con Vincent, lasciando Chantal viva. Fuori, JP dice a Vincent che la loro situazione sta andando fuori controllo e che dovrebbero abbandonare il cartello. Vincent non è d'accordo, dicendo che questo è ciò che condividono. A tavola, Vincent accusa anche Mel di voler lasciarli e la avverte di non portare JP con lei. Vincent dice di essere sposato con la sua famiglia, JP e Joe.
Dany, infuriato per il fatto che JP non ha ucciso Chantal, assegna il compito a Vincent. JP tenta di avvertire Chantal. Vincent tenta di tendere un'imboscata a Chantal con una pistola, ma Chantal è accompagnata da un uomo anche lui armato. L'uomo intimidisce Vincent, costringendolo a gettare la sua pistola. Dany visita la residenza di Joe per esprimere la sua rabbia, ma quando se ne va viene ucciso.

## Produzione
Chien de garde è stato il primo lungometraggio di Dupuis, girato con un budget totale di $ 1,5 milioni. Ha ricevuto una sovvenzione di 500.000 dollari dalla Cultural Enterprise Development Corporation per la produzione. Dopo uno scout di location a Montreal, Dupuis ha dichiarato: "Ho scelto Verdun perché non volevo andare su un territorio che era già così logoro. Ho scoperto Verdun quando stavamo esplorando. È nato proprio da questo desiderio di collocare questa famiglia in un villaggio nella città".

## Distribuzione
Il film è stato distribuito nei cinema dal 9 marzo 2018.

## Critica
Per La Presse, Marc-André Lussier ha assegnato a Chien de garde quattro stelle, definendolo un raro grande debutto per un regista del Quebec, proclamando "Wow!" Éric Moreault di Le Soleil ha valutato il film come un'esplorazione struggente della famiglia disfunzionale, citando la direzione di Dupuis e la recitazione di Théodore Pellerin. Odile Tremblay, il critico di Le Devoir, ha citato Pellerin e Maude Guérin per la loro recitazione.

## Riconoscimenti
- 2018 - Whistler Film Festival[8]
  - Best Female-Directed Narrative Feature
- 2018 - Jutra Awards[8][9][10][11][12]
  - Migliore attrice
  - Miglior montaggio
  - Rivelazione dell'anno
  - Nomination Miglior film
  - Nomination Miglior regista
  - Nomination Miglior sceneggiatura
  - Nomination Miglior attore
  - Nomination Miglior colonna sonora originale
- 2018 - Festival International de Film Saint-Jean-de-Luz
  - Prix de la mise en scene
  - Prix d'interpretation masculine
- 2019 - Canadian Screen Awards[13][14]
  - Miglior attore
  - Nomination Miglior film
  - Nomination Miglior regista
  - Nomination Premio Discovery